# 2025年の監察官解任
2025年1月24日、ドナルド・トランプアメリカ大統領は、連邦政府の機関で活動を行っている監察官を少なくとも17人即時解雇すると発表した。深夜に行われた大量解雇は、政府の監督及び説明責任、潜在的な法律違反について問題となり、メディアや批評家からは「金曜日の夜のクーデター」「金曜日の夜の粛清」「真夜中の粛清」、あるいは「違法な真夜中の大虐殺」などと揶揄された。

## 背景
監察官（IG）は、連邦政府機関内の独立した担当部署として、不正・濫用・浪費などに関する疑惑を調査する役割を担っている。監察官の役割は、政府運営における透明性と説明責任を維持することである。監察官は、新政権発足ごとに任命されるわけではなく、前政権の役職が受け継がれるというのもしばしばである。監察官は、連邦法の下で保護されており、連邦法では、監察官の解任の前に大統領が議会に30日前に通知することを義務付けられている。

## 解雇
2025年1月24日夜、トランプ大統領は国防総省、国務省、住宅都市開発省、退役軍人省、エネルギー省、運輸省など各省庁の監察官約17人の即時解雇を命じたと発表した。報道によると、監察官たちは電子メールで解雇を通告され、その理由として「優先事項の変更」を挙げられたという。
- フィリス・フォン（英語版） - 農務省監察官
- ハンニバル・ウェア（英語版） - 誠実性と効率性に関する監察官総長会議（英語版）（CIGIE）議長[8]
- マーク・グリーンブラット（英語版） - 内務省監察官[9][10]
- ライ・オリヴァー・デイヴィス[11]
- ロバート・ストーチ（英語版） - 国防総省監察官[11]
- ショーン・オドネル（英語版） - 環境保護庁監察官。
- カーデル・リチャードソン・シニア（英語版） - 国務省監察官。
- クリスティ・グリム（英語版） - 保健福祉省（HHS）監察官。
- マイケル・ミザール[12] - 退役軍人省監察官。
- ポール・K・マーティン（英語版） - USAID監察官（2025年2月11日に解雇）[13]

一方司法省監察総監室のマイケル・E・ホロウィッツ監察官（前CIGIE委員長）は解雇されなかったと報じられている。

## 合法性
連邦法では30日以内に議会に通告することが義務づけられているが、今回はそれに違反していると批判されている。
専門家たちは、今回の解任が、監察官の解任手続きについて定めた1978年監察官法に違反するのではないかという懸念を表明している。中小企業庁のハンニバル・ウェア監察官は、ホワイトハウスの大統領人事局に書簡を送り、この決定を再考し、法的手続きに従うよう促した。
2025年2月12日、解雇された監査官のうち8人が訴訟を起こした。

## 反応
下院民主党はトランプ大統領宛ての書簡で、この解雇を「透明性と説明責任に対する攻撃」だと非難した。アメリカ合衆国下院監視・政府改革委員会の委員であるジェリー・コノリー下院議員は、この政策を「金曜日の夜のクーデター」と揶揄し、さらに政府機関に対する国民の信頼を損なうものだと述べた。 アンジー・クレイグ下院議員もこれらの懸念に同調し、特に農務省の監察官解任についてを強調し、このような行動は農民や栄養補助を支援するプログラムの完全性を脅かすものだと指摘した。
チャック・グラスリー上院議員やスーザン・コリンズ上院議員ら共和党議員も懸念を表した。コリンズ議員は、「不正・濫用・浪費を根絶することを使命とする人物をなぜ解雇するのか理解できない」と述べた。
2025年2月13日、ニューヨーク・タイムズは、解雇された農務省監察官のフィリス・フォンはイーロン・マスクの脳インプラントスタートアップNeuralinkに対する調査を行っていたことを明らかにした。